# Nuoto ai Giochi della XXIX Olimpiade - 200 metri dorso maschili

## Record
Prima di questa competizione, il record del mondo (WR) e il record olimpico (OR) erano i seguenti.
|  | 1'54"32 | Ryan Lochte Stati Uniti Aaron Peirsol Stati Uniti | 30 marzo 2007 Melbourne, Australia 4 luglio 2008 Omaha, Stati Uniti |
|  | 1'54"95 | Aaron Peirsol Stati Uniti                         | 19 agosto 2004 Atene, Grecia                                        |

Durante l'evento sono stati migliorati i seguenti record:
| Data      | Evento | Atleta      | Nazione     | Tempo   | Record |
| --------- | ------ | ----------- | ----------- | ------- | ------ |
| 15 agosto | Finale | Ryan Lochte | Stati Uniti | 1'53"94 |        |

## Batterie
Si sono svolte 6 batterie di qualificazione. I primi 16 atleti si sono qualificati per le semifinali.
| #  | Batteria | Corsia | Atleta              | Nazionalità   | Tempo   | Note  |
| -- | -------- | ------ | ------------------- | ------------- | ------- | ----- |
| 1  | 6        | 4      | Ryan Lochte         | Stati Uniti   | 1:56.29 | Q     |
| 2  | 5        | 4      | Aaron Peirsol       | Stati Uniti   | 1:56.35 | Q     |
| 3  | 4        | 4      | Markus Rogan        | Austria       | 1:56.64 | Q     |
| 4  | 5        | 5      | Arkady Vyatchanin   | Russia        | 1:56.97 | Q     |
| 5  | 6        | 5      | Gregor Tait         | Regno Unito   | 1:57.03 | Q     |
| 6  | 4        | 5      | Hayden Stoeckel     | Australia     | 1:57.15 | Q     |
| 7  | 5        | 3      | Ryōsuke Irie        | Giappone      | 1:57.68 | Q     |
| 8  | 6        | 7      | Gordan Kožulj       | Croazia       | 1:57.81 | Q     |
| 9  | 6        | 3      | Ashley Delaney      | Australia     | 1:57.87 | Q     |
| 10 | 4        | 3      | Răzvan Florea       | Romania       | 1:57.97 | Q     |
| 11 | 5        | 6      | Helge Meeuw         | Germania      | 1:58.42 | Q     |
| 12 | 4        | 2      | Damiano Lestingi    | Italia        | 1:58.53 | Q     |
| 13 | 3        | 7      | George du Rand      | Sudafrica     | 1:58.62 | Q, AF |
| 14 | 6        | 6      | Stanislav Donets    | Russia        | 1:58.68 | Q     |
| 15 | 6        | 8      | Keith Beavers       | Canada        | 1:58.84 | Q     |
| 16 | 3        | 4      | Tobias Oriwol       | Canada        | 1:58.94 | Q     |
| 17 | 5        | 2      | Pierre Roger        | Francia       | 1:59.01 |       |
| 18 | 3        | 1      | Omar Pinzon         | Colombia      | 1:59.11 |       |
| 19 | 4        | 1      | Sebastian Stoss     | Austria       | 1:59.44 |       |
| 19 | 6        | 1      | Roland Rudolf       | Ungheria      | 1:59.44 |       |
| 21 | 4        | 6      | Takashi Nakano      | Giappone      | 1:59.59 |       |
| 22 | 3        | 6      | Derya Büyükunçu     | Turchia       | 1:59.86 |       |
| 23 | 5        | 8      | Lucas Salatta       | Brasile       | 1:59.91 |       |
| 24 | 5        | 1      | Nick Driebergen     | Paesi Bassi   | 2:00.24 |       |
| 25 | 5        | 7      | Mattia Aversa       | Italia        | 2:00.25 |       |
| 26 | 3        | 8      | Jiheun Kim          | Corea del Sud | 2:00.72 |       |
| 27 | 2        | 5      | Itai Chammah        | Israele       | 2:00.93 |       |
| 28 | 3        | 2      | Pedro Oliveira      | Portogallo    | 2:01.08 |       |
| 29 | 1        | 4      | Brett Fraser        | Isole Cayman  | 2:01.17 |       |
| 30 | 2        | 1      | Pedro Medel         | Cuba          | 2:01.32 |       |
| 31 | 4        | 7      | Gabor Balog         | Ungheria      | 2:01.42 |       |
| 32 | 3        | 3      | Jonathan Massacand  | Svizzera      | 2:01.80 |       |
| 33 | 1        | 5      | Oleg Rabota         | Russia        | 2:01.95 |       |
| 34 | 4        | 8      | Simon Dufour        | Francia       | 2:02.00 |       |
| 35 | 3        | 5      | Dimitrios Chasiotis | Grecia        | 2:02.30 |       |
| 36 | 2        | 2      | Květoslav Svoboda   | Rep. Ceca     | 2:03.12 |       |
| 37 | 2        | 4      | Jian Deng           | Cina          | 2:03.34 |       |
| 38 | 1        | 3      | Sergey Pankov       | Uzbekistan    | 2:03.51 |       |
| 39 | 2        | 6      | Oleksandr Isakov    | Ucraina       | 2:03.59 |       |
| 40 | 2        | 3      | Andres Olvik        | Estonia       | 2:03.66 |       |
| -  | 2        | 6      | Simon Sjödin        | Svezia        | NP      |       |
| -  | 6        | 2      | Aschwin Wildeboer   | Spagna        | NP      |       |

### Semifinali
| #  | Batteria | Corsia | Atleta            | Nazionalità | Tempo   | Note  |
| -- | -------- | ------ | ----------------- | ----------- | ------- | ----- |
| 1  | 1        | 4      | Aaron Peirsol     | Stati Uniti | 1:55.26 | Q     |
| 2  | 2        | 4      | Ryan Lochte       | Stati Uniti | 1:55.40 | Q     |
| 3  | 2        | 5      | Markus Rogan      | Austria     | 1:56.34 | Q     |
| 3  | 2        | 6      | Ryōsuke Irie      | Giappone    | 1:56.35 | Q     |
| 5  | 1        | 2      | Răzvan Florea     | Romania     | 1:56.45 | Q     |
| 6  | 2        | 3      | Gregor Tait       | Regno Unito | 1:56.72 | Q     |
| 7  | 1        | 3      | Hayden Stoeckel   | Australia   | 1:56.73 | Q, OC |
| 8  | 1        | 5      | Arkady Vyatchanin | Russia      | 1:56.85 | Q     |
| 9  | 2        | 7      | Helge Meeuw       | Germania    | 1:56.85 |       |
| 10 | 2        | 2      | Ashley Delaney    | Australia   | 1:57.73 |       |
| 11 | 1        | 7      | Damiano Lestingi  | Italia      | 1:58.25 |       |
| 12 | 2        | 8      | Keith Beavers     | Canada      | 1:58.50 |       |
| 13 | 2        | 1      | George du Rand    | Sudafrica   | 1:58.61 |       |
| 14 | 1        | 6      | Gordan Kožulj     | Croazia     | 1:59.22 |       |
| 15 | 1        | 8      | Tobias Oriwol     | Canada      | 1:59.50 |       |
| 16 | 1        | 1      | Stanislav Donets  | Russia      | 1:59.87 |       |

## Finale
| Posizione | Atleta            | Paese       | Tempo   | Note |
| --------- | ----------------- | ----------- | ------- | ---- |
|           | Ryan Lochte       | Stati Uniti | 1:53.94 | WR   |
|           | Aaron Peirsol     | Stati Uniti | 1:54.33 |      |
|           | Arkady Vyatchanin | Russia      | 1:54.93 | ER   |
| 4         | Markus Rogan      | Austria     | 1:55.49 |      |
| 5         | Ryōsuke Irie      | Giappone    | 1:55.72 |      |
| 6         | Hayden Stoeckel   | Australia   | 1:56.39 | OC   |
| 7         | Răzvan Florea     | Romania     | 1:56.52 |      |
| 8         | Gregor Tait       | Regno Unito | 1:57.00 |      |